# عبد الله بن بطي آل حامد
عبد الله بن محمد بن بطي آل حامد (من مواليد 23 فبراير 1973)، سياسي إماراتي، يشغل منصب رئيس المكتب الوطني للإعلام بدرجة وزير، شغل سابقا منصب رئيس هيئة الطاقة.

## التعليم
حصل على درجة البكالوريوس  في إدارة الأعمال من جامعة ماريل هيرست [الإنجليزية] في أوريجون، الولايات المتحدة الأمريكية في ديسمبر عام 1996 وعلى درجة الماجستير في إدارة الأعمال من معهد نيويورك للتكنولوجيـا في إمارة أبو ظبي، الإمارات العربية المتحدة في مايو 2007.

## الخبرات المهنية
- عضو المجلس التنفيذي لإمارة أبو ظبي الذي يعتبر رأس الهرم الحكومي لإمارة أبو ظبي،
- عضو اللجنة التنفيذية التابعة للمجلس التنفيذي في إمارة أبو ظبي،
- عضو مجلس إدارة شركة أبو ظبي التنموية القابضة،
- عضو مجلس إدارة مؤسسة زايد العليا لأصحاب الهمم،
- عضو لجنة جودة الحياة لإمارة أبو ظبي،
- ضو مجلس أمناء هيئة أبو ظبي للطفولة المبكرة،
- عضو مجلس إدارة مكتب فخر الوطن.

شغل العديد من الوظائف منها:
- رئيس هيئة الطاقة خلال 2016 - 2017
- رئيس مجلس إدارة مكتب التنظيم و الرقابة خلال 2016 - 2017
- عضو المجلس الأعلى للبترول خلال 2016 - 2017
- رئيس مجلس إدارة هيئة مياه وكهرباء أبو ظبي[3] خلال الفترة 2015-2016.[4][5]
- وكيلاً لوزارة الخارجية خلال الفترة 2012–2014.[6][5][7]
- مدير إدارة الشُؤون الأوروبية في وزارة الخارجية خلال الفترة 2011–2012.
- رئيس مجلس إدارة مجلس تنمية المنطقة الغربية إمارة أبوظبي 2004–2011.
- وكيلاً لديوان مُمثل الحاكم في المنطقة الغربية حكومة أبو ظبي خلال الفترة - 2001 – 2010
- عمل لدى جهاز أبو ظبي للإستثمار خلال الفترة 1997 - 2000[8]

## الشهادات والمشاركات
شارك في العديد من الدورات التدريبية والبرامج التدريبية منها:
- مهارات القيادة لكبارالمدراء التنفيذيين- كلية إدارة الأعمال من جامعة هارفارد كاليفورنيا، الولايات المتحدة الأمريكية.

- دورة مهارات صنع القرار والتفاوض من كلية إدارة الأعمال جامعة هارفارد لندن، المملكة المتحدة.
- البرنامج التدريبي (قادة برامج الحوكمة) كلية سنغافورة للخدمات المدنية.
- برنامج (القيادة في الظروف الحرجة) رحلات القطب المتجمد الجنوبي - 'أنتاركتيك.
- دورة عن مشاركة، قيادة، رُؤية، إستراتيجية‘ بتسهيل من كلية هارفارد للأعمال – دائرة الخدمة المدنية بأبوظبي.
- حصل على شهادة ( تنمية المهارات القيادية )، جامعة هارفارد، الولايات المتحدة، ،
- شارك في (الإنجاز) مُنتدى أبو ظبي للقيادة التنفيذية كلية سنغافورة للخدمات المدنية.
- شارك في ورشة عمل تحسين الأداء الإداري- أشريدج من المملكة المتحدة.
- شارك في ورشة عمل بعنوان (تنمية العمل الجماعي) - ديوان مُمثل الحاكم في المنطقة الغربية.
- شارك في ندوة (استراتيجيات النجاح)، والمقدمة من قبل جاك ويلش - دبي الإمارات العربية المتحدة.
- شارك في (برنامج تنمية المهارات القيادية) كلية الأعمال جامعة أكسفورد المملكة المتحدة.
- شارك في برنامج تنمية القيادات الوطنية.
- حصل على شهادة (تنمية المهارات القيادية) من جامعة هارفارد - االولايات المتحدة الأمريكية.
- حصل على شهادة في التدريب الإداري بعنوان (إدارة الصراع والإحباط) و(عملية تحسين الجودة) في مركز التطوير الوظيفي.
- إجازة طيار من الولايات المتحدة الأمريكية والمملكة المغربية.